# Ulica Eugeniusza Romera w Lublinie
Ulica Eugeniusza Romera w Lublinie – ulica w Lublinie, łącząca dzielnicę Wrotków i okolice Zalewu Zemborzyckiego z ul. Diamentową. Ma długość 1,4 kilometra, wzdłuż jej części biegnie rzeka Bystrzyca, a naprzeciw leży lasek Stary Gaj. Na części długości jest to droga dwupasmowa, w dwóch miejscach przecina ją biegnąca właściwie równolegle ul. Nałkowskich z licznymi odnogami, najważniejsza trasa Wrotkowa.

## Otoczenie
Przy ulicy znajdują się: Parafia Miłosierdzia Bożego w Lublinie, liczne sklepy, a także budynek firmy Herbapol.

## Komunikacja miejska
Ulicą kursują linie autobusowe lubelskiej komunikacji miejskiej:
- od początku do końca (od Zemborzyckiej do Krochmalnej): 6, 15, 21, 25, 34, 37, 38, 40, N1 (nocny). Przy skrzyżowaniu ul. Romera i Nałkowskich znajduje się pętla autobusowa.